# Malthinus ilisicus
Malthinus ilisicus es una especie de coleóptero de la familia Cantharidae.

## Distribución geográfica
Habita en Grecia.